# Ловарија (Удине)
Ловарија је насеље у Италији у округу Удине, региону Фурланија-Јулијска крајина.
Према процени из 2011. у насељу је живело 355 становника. Насеље се налази на надморској висини од 76 м.